# Panshan
Der Kreis Panshan (chinesisch 盘山县, Pinyin Pánshān Xiàn) ist ein chinesischer Kreis in der nordostchinesischen Provinz Liaoning. Er gehört zum Verwaltungsgebiet der bezirksfreien Stadt Panjin. Panshan hat eine Fläche von 1.694 km² und 223.210 Einwohner (Stand: Zensus 2020).

## Administrative Gliederung
Auf Gemeindeebene setzt sich der Kreis aus neun Großgemeinden und fünf Gemeinden zusammen. 